# Википедия на эсперанто
Википе́дия на эспера́нто (эсп. Vikipedio en Esperanto) — раздел Википедии на языке эсперанто, открытый 11 мая 2001 года.
На 16 июля 2025 года в Википедии на эсперанто насчитывается 372 783 статьи. По этому показателю раздел находится на 37 месте среди всех разделов Википедии и на первом среди разделов на искусственных языках.

## Статистика
По состоянию на 16 июля 2025 года раздел Википедии на эсперанто содержит 372 783 статьи. Зарегистрировано 238 985 участников, из них 318 совершили какое-либо действие за последние 30 дней, 12 участников имеют статус администратора. Общее число правок составляет 9 124 344. Имеются 252 избранные и 197 добротных статей. Больше всего правок у википедистов из Германии (33,7 %).

## История раздела

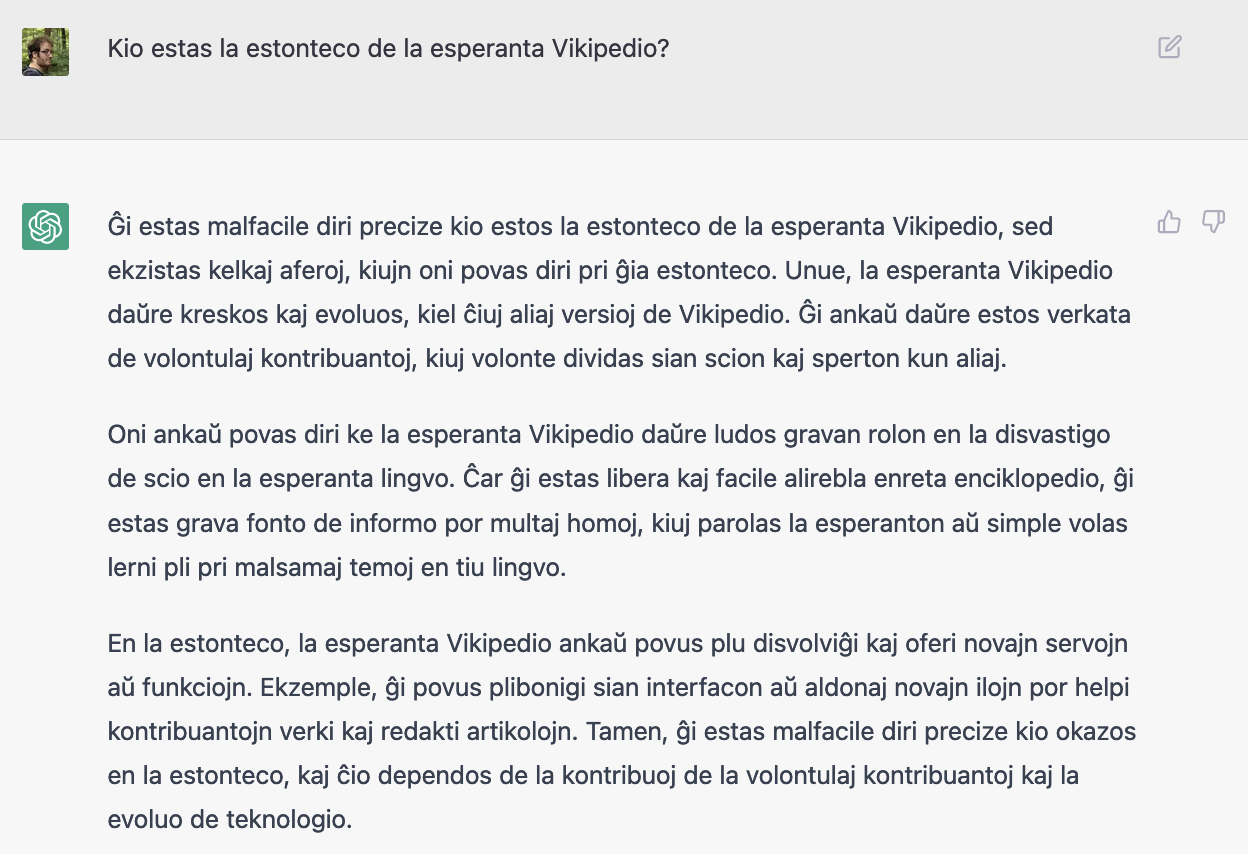
Вопрос к ChatGPT: Каково будущее Википедии на эсперанто? С ответом.

Википедия на эсперанто была создана одним из активистов эсперанто-движения, Чаком Смитом (англ. Chuck Smith), гражданином США, в то время работавшим добровольцем в Роттердаме, в штаб-квартире Всемирной эсперанто-ассоциации (UEA). Проект был поддержан одним из основателей Википедии Брайоном Виббером (англ. Brion Vibber), который хорошо владеет языком эсперанто. Позднее к проекту присоединился другой эсперантист, друг Джимми Уэйлса, Арно Лагранж (фр. Arno Lagrange), который долгое время был стюардом в Википедии, а затем бюрократом и администратором в Википедии на эсперанто.
Большое значение для популяризации Википедии на эсперанто имело то, что Чак Смит лично ездил на молодёжные эсперанто-встречи, рассказывая о важности свободной энциклопедии для рассеянного языкового сообщества с ограниченными ресурсами, каким является эсперанто-сообщество. Сохранилась запись его интервью эсперанто-службы международного польского радио (Радио Полония) 28 апреля 2002 года. Впоследствии усилия Чака Смита поддержали и другие активисты. На эсперанто были изданы брошюры с руководством начинающего пользователя Википедии (см. раздел «Литература»).
Участники Википедии на эсперанто убеждены, что этот раздел особенно хорошо соответствует идеалам свободной энциклопедии, потому что позволяет носителям разных языков и культур совместно работать над статьями, делая их действительно нейтральными, что не всегда удаётся в разделах на этнических языках, где общепринятые в данной культуре стереотипы могут фиксироваться в энциклопедических статьях как факты. Кроме того, участники из разных стран используют гораздо более широкий круг источников информации, практически недоступный пользователям какой-либо одной страны. Это же преимущество проявляется в проверке страноведческой информации, которую зачастую осуществляют участники из соответствующей страны, более глубоко знакомые с ситуацией.
Интересным эффектом ранней популярности раздела на языке эсперанто стало возникновение разделов на этнических языках, заявки на создание которых подавали местные эсперантисты. Известно, например, что грузинский раздел был создан в 2003 году по заявке тбилисского эсперантиста Автандила Абуладзе. Основателем Чешской Википедии и её первым активным редактором стал эсперантист из Брно Мирослав Маловец. Эсперантисты с опытом правок в эсперанто-разделе имели непосредственное отношение к созданию или раннему развитию русского, осетинского, чувашского и, возможно, других разделов Википедии.
Википедия на эсперанто имеет большое значение для эсперанто-сообщества. Обсуждения происходящего в эсперанто-разделе Википедии нередко выливаются в средства массовой информации на языке эсперанто, как это было, например, в 2006 году, когда на удаление была выставлена статья «Носители эсперанто с рождения» (Denaskaj Esperanto-parolantoj) — большая аналитическая статья о положении дел с сохранением приватности в эсперанто-Википедии появилась тогда в «Libera Folio», наиболее читаемом интернет-издании на эсперанто. С 2004 года материалы о Википедии регулярно появляются в журнале «Esperanto» (орган Всемирной эсперанто-ассоциации, UEA).
Благодаря автоматической загрузке статей-заготовок по городам Германии, муниципалитетам Италии, городам Бразилии и небесным телам раздел дважды быстро увеличивал количество статей. Однако на отметке 80 тысяч статей сообщество решило, что данная автоматическая загрузка дискредитирует качество энциклопедии, и было решено впредь её не использовать.
18 ноября 2008 года в разделе был введён механизм проверки статей.

### Количественные достижения
- 5 декабря 2003 года — 10 000 статей
- 7 июля 2006 года — 50 000 статей
- 15 июня 2008 года — 100 000 статей[8]
- 10 августа 2011 года — 150 000 статей
- 23 января 2013 года — 175 000 статей
- 13 августа 2014 года — 200 000 статей
- 18 сентября 2018 года — 250 000 статей
- 20 июля 2021 года — 300 000 статей

## Особенности Википедии на эсперанто

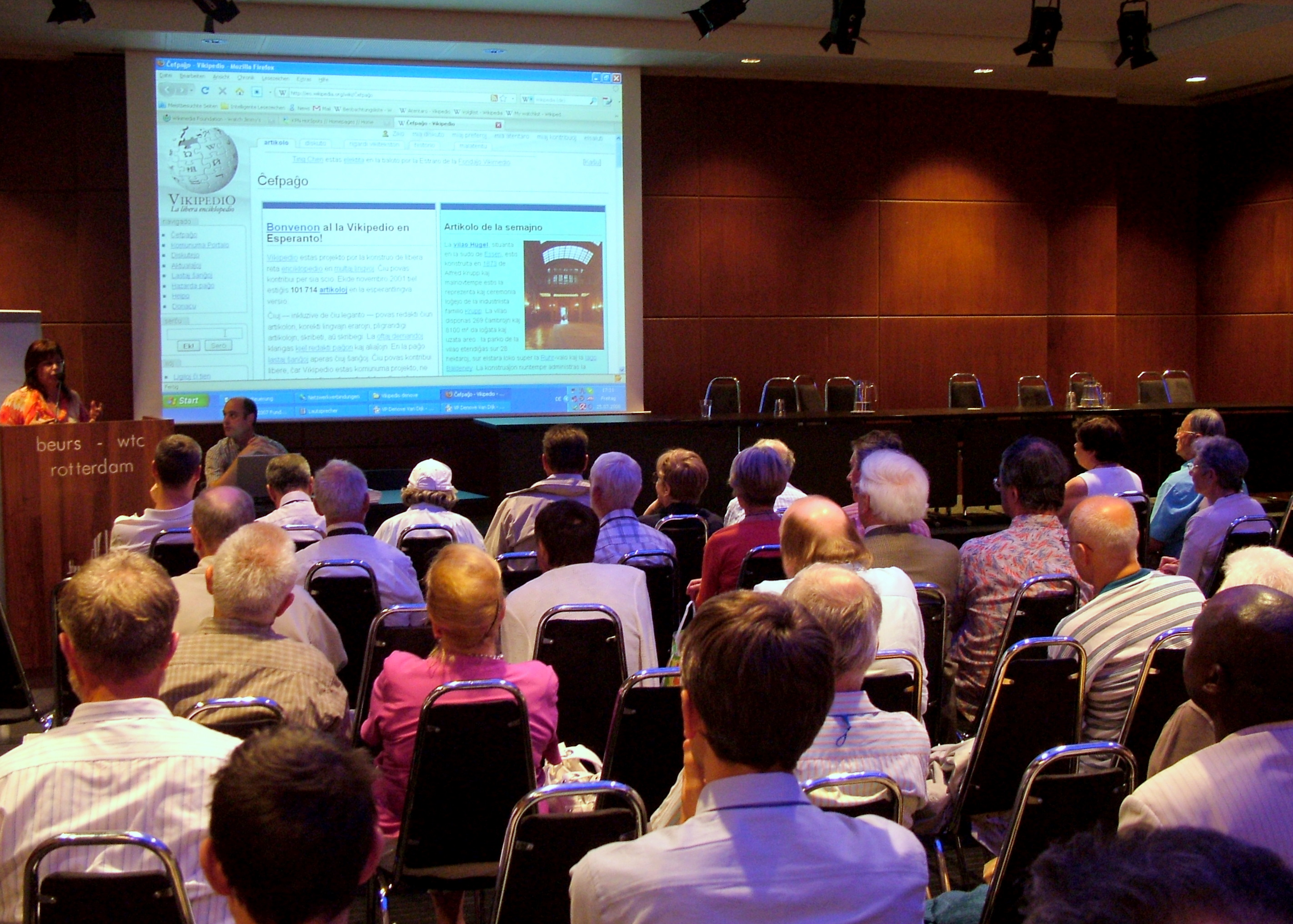
На Всемирном конгрессе эсперанто, Роттердам 2008

- Некоторые статьи используют навигационный элемент «навигационная цепочка». Эта традиция сохранилась с тех времён, когда движок Википедии не имел механизма категорий. Сообществом принято решение постепенно удалять этот элемент из статей как дублирующий систему категорий.
- Внутренняя кодировка статей в течение долгого времени не совпадала с видимой при редактировании — для представления специфических для эсперанто букв ĉ, ĝ, ĥ, ĵ, ŝ, ŭ в редакторе использовались суррогатные пары cx, gx, hx, jx, sx, ux, а для буквы x — пара xx (так называемая x-система). Это позволяло использовать для редактирования клавиатурную раскладку любого языка с латинским алфавитом. По результатам обсуждения, проходившего с 17 февраля по 17 апреля 2015 года, было принято решение об отключении упомянутой конвертации; 21 июля 2016 года конвертация была отключена[9]. Не в последнюю очередь благодаря использованию в Википедии, такая система стала фактическим стандартом в эсперанто-сервисах (форумах, чатах и прочих).
- Изображения в некоторых статьях представлены в виде галереи в нижней части (результат работы бота, ищущего иллюстрации в других разделах).
- Для записи личных имён долгое время использовалась характерная для эсперанто-культуры конвенция: фамилия полностью записывается заглавными буквами (Winston CHURCHILL). Однако в начале 2006 года возобладала точка зрения о нежелательности продолжения этой традиции, одним из главных доводов при этом было отсутствие такой конвенции в разделах на других языках. Требование записывать фамилию заглавными буквами в начале статьи остаётся частью требований к тексту биографических статей (Vikipedio:Gvidilo por biografioj).
- Помимо совместной работы недели (Kunlaboraĵo de la semajno) в эсперанто-разделе есть ещё проект «Страна месяца» (Lando de la monato), предполагающий совместную работу над статьями, имеющими отношение к выбранной в текущем месяце стране.